# Michael Veith (Chemiker)

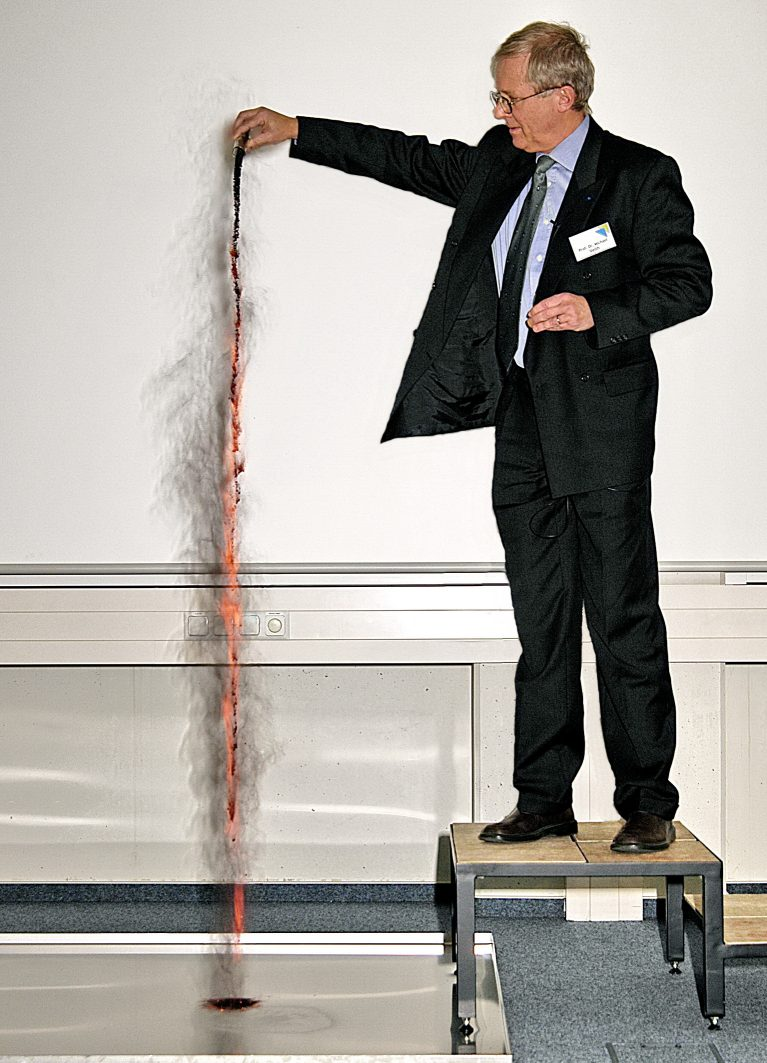
Michael Veith demonstriert die Selbstentzündung nanoskaliger Eisenpartikel

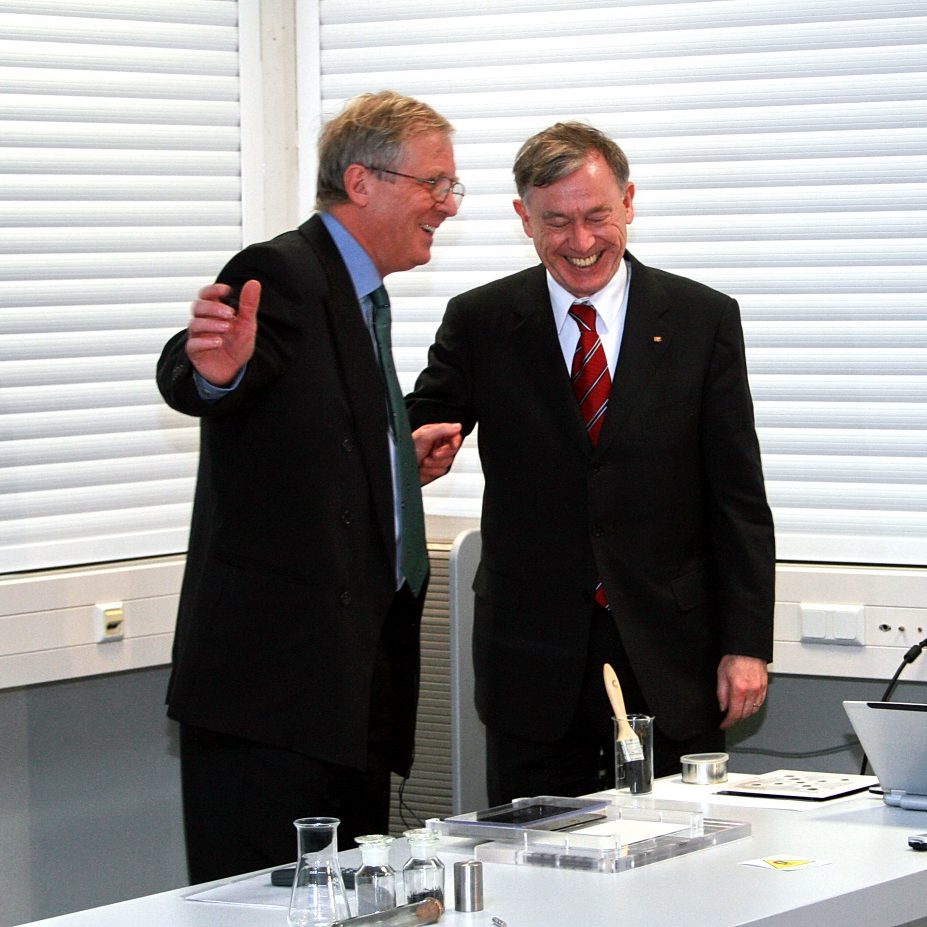
Michael Veith beim Experimentieren (2007) mit dem damaligen Bundespräsidenten Horst Köhler

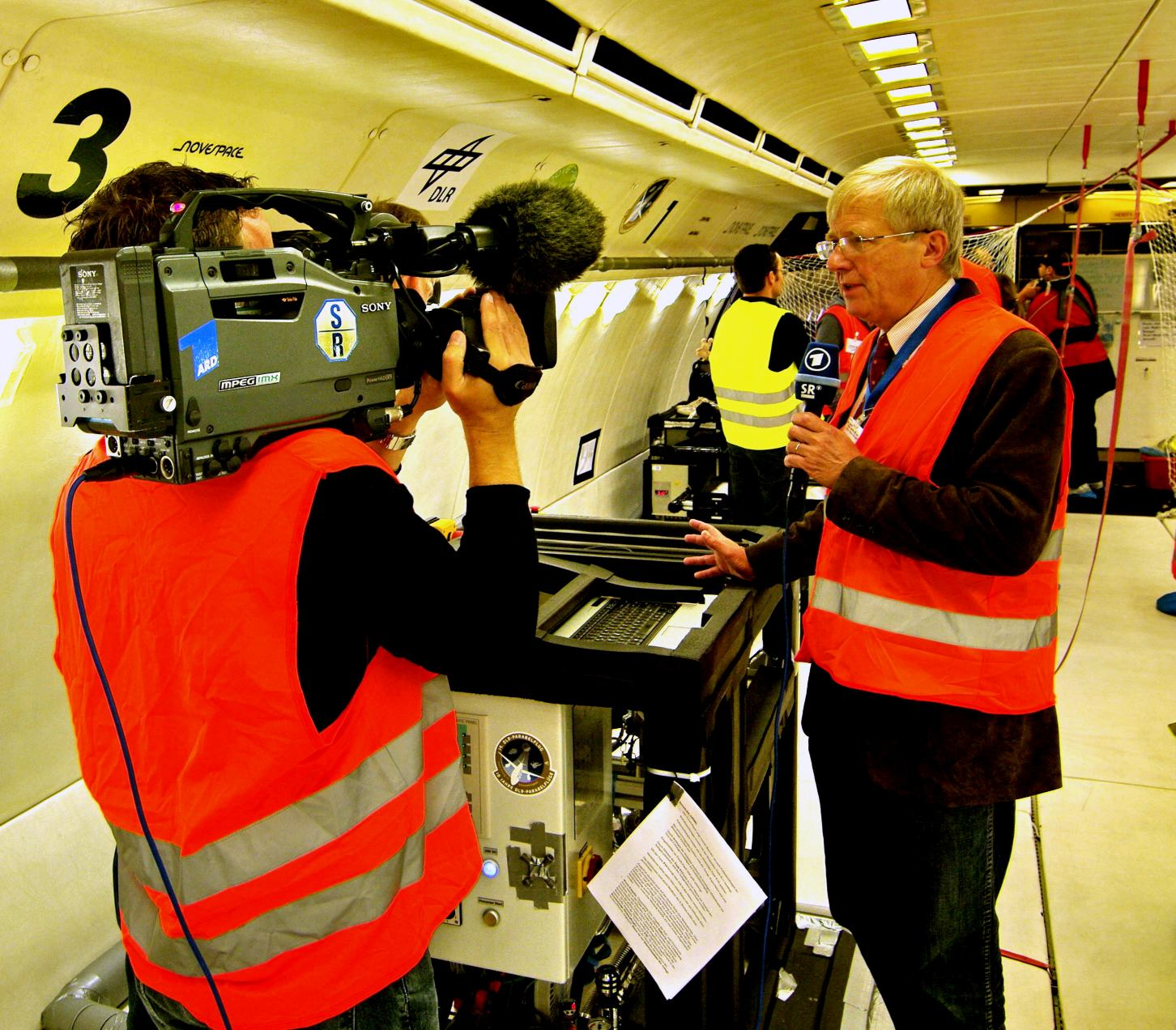
Vorbereitung eines Experimentes unter Schwerelosigkeit im September 2009

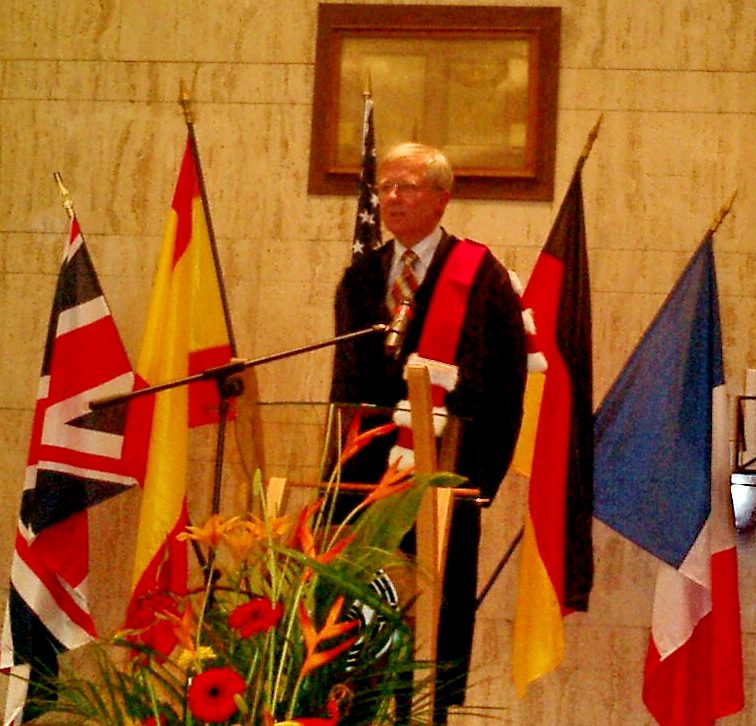
Verleihung der Ehrendoktorwürde am 15. Oktober 2008 in Toulouse

Michael Veith (* 9. November 1944 in Görlitz) ist ein deutscher Chemiker. Er ist emeritierter Professor für Anorganische und Allgemeine Chemie an der Universität des Saarlandes, Saarbrücken und war bis 2010 wissenschaftlicher Geschäftsführer am INM – Leibniz-Institut für Neue Materialien in Saarbrücken.

## Leben
Michael Veith studierte von 1964 bis 1969 Chemie an der Ludwig-Maximilians-Universität in München, wo er im Anschluss an sein Studium von 1969 bis 1971 promovierte. Sein Doktorvater war Nils Wiberg. Danach war er als wissenschaftlicher Assistent an der Universität Karlsruhe tätig. 1977 wurde er dort im Fachbereich Anorganische Chemie habilitiert und arbeitete anschließend als Privatdozent. 1979 folgte er einem Ruf an die TU Braunschweig (C3-Professur) und 1984 einem Ruf an die Universität des Saarlandes (C4-Professur). Dort war er von 1991 bis 1992 Prodekan.
1991 wurde er Mitglied des Verwaltungsrates der École européenne d'ingénieurs en génie des matériaux (EEIGM) in Nancy, Frankreich.
Neben der wissenschaftlichen Leitung des INM – Leibniz-Institut für Neue Materialien in Saarbrücken seit 2005, hat Michael Veith seit 1984 den Lehrstuhl für Allgemeine und Anorganische Chemie an der Universität des Saarlandes inne.  Er ist Initiator und Sprecher des ersten europäischen Graduiertenkollegs in den Naturwissenschaften der DFG mit Schwerpunkt Chemie (Saarbrücken, Metz, Nancy, Straßburg und Luxemburg, GRK 532). Von 2002 bis 2004 war er Leiter des Frankreichzentrums (Pôle France) der Universität des Saarlandes.
Er ist Mitglied vieler nationaler und internationaler Gremien und hat bereits mehrere Gastdozenturen in den USA und Frankreich wahrgenommen:
- 1981: Université de Bordeaux I, Talence, Frankreich
- 1987: University of Utah, Salt Lake City, Utah, U.S.A.
- 1990: Universität Paul Sabatier, Toulouse, Frankreich
- 1993: Université de Nice, Sophia Antipolis, Frankreich
- seit 2000: jährlich École polytechnique, Palaiseau, Frankreich (DEA Multinational de Chimie Moléculaire)

Seit 1988 hielt Veith außerdem jährliche Vorlesungen an der École européenne de chimie, polymères et matériaux (ECPM) in Straßburg.
Am 23. April 2010 wurde Veith emeritiert. Heute ist er noch als Erster Vorsitzender des Kompetenzzentrums cc-NanoChem e. V. – Chemische Nanotechnologie für Neue Werkstoffe aktiv, eine Stelle, die er seit 2006 besetzt.

## Wissenschaftliches Wirken
Michael Veith beschäftigt sich u. a. mit dem Transfer von Molekülchemie in die Materialwissenschaft, wobei durch eine maßgeschneiderte Synthese im molekularen Ausgangsstoff die Synthese des festen Materials vorgeprägt ist. Mit dieser Methode lassen sich sehr reine Metalloxide, Metall / Metalloxid-Komposite in definiertem Molverhältnis, und metastabile Phasen darstellen, deren Primär- und Sekundärstrukturen im Nano- und Mikrometer-Maßstab einstellbar sind. Die erarbeiteten Prinzipien lassen sich zur Herstellung von dünnen Schichten mit einzigartiger Topologie über Chemische Gasphasenabscheidung (CVD – Chemical Vapour Deposition) oder Sol-Gel-Verfahren nutzen. Die so dargestellten Schichten finden Anwendung in der Physik, der Zellbiologie oder Medizin.

## Preise und Auszeichnungen
- 1978: Heisenberg-Stipendium
- 1982: Winnacker-Stipendium der Hoechst AG[4]
- 1982: Akademie-Preis für Chemie der Akademie der Wissenschaften zu Göttingen[5]
- 1991: Leibniz-Preis der Deutschen Forschungsgemeinschaft[6]
- 1994: Victor Grignard – Georg Wittig-Vorlesung der Gesellschaft Deutscher Chemiker (GDCh) und Société Chimique de France (SCF)[7]
- 2004: Ernennung zum Offizier im Nationalen Verdienstorden (Officier de l’Ordre national du Mérite) durch den französischen Präsidenten
- 2004: Mitglied der Deutschen Akademie der Naturforscher Leopoldina, Halle[8]
- 2004: Mitglied der Royal Society of Chemistry, London, UK
- 2005: Korrespondierendes Mitglied der Akademie der Wissenschaften und der Literatur, Mainz[9]
- 2008: Dr. h. c. Université Paul Sabatier, Toulouse[10]
- 2009: Wilhelm-Klemm-Preis der Gesellschaft Deutscher Chemiker (GDCh)[11]

## Schriften
Michael Veith hat über 350 Journal Articles, Conference Papers, Buchkapitel, Bücher und Magazinartikel veröffentlicht.
Die meistzitierten Publikationen:
- Cage Compounds with Main-Group Metals (PDF; 7,4 MB). Chem. Rev. 90 (1): 3–16 (1990)
- Unsaturated Molecules Containing Main Group-Metals (PDF; 2,4 MB). Angew. Chem., Int. Ed. Engl. 26 (1): 1–14 (1987)
- mit S. Mathur, A. Kareiva, M. Jilavi, M. Zimmer, V. Huch: Low Temperature Synthesis Of Nanocrystalline Y3Al5O12 (YAG) And Ce-Doped Y3Al5O12 via Different Sol-Gel Methods. J. Mater. Chem. 9 (12): 3069–3079 (1999)
- mit S. Becker, V. Huch: A Base-Stabilized Ge-S Double-Bond (PDF; 265 kB). Angew. Chem.,Int. Ed. Engl. 28 (9): 1237–1238 (1989)
- mit S. Mathur, C. Mathur: New Perspectives in the Tailoring of Hetero (bi- and tri-) Metallic Alkoxide Derivatives. Polyhedron 17 (5–6): 1005–1034 (1998)
- mit S. Faber, H. Wolfanger, V. Huch: (Tert-Butoxy)Aluminium and -Gallium Hydrides. Chem. Ber. 129 (4): 381–384 (1996)
- mit S. Mathur, N. Lecerf, V. Huch, T. Decker, HP. Beck, W. Eiser, R. Haberkorn: Sol-Gel Synthesis of Nano-Scaled BaTiO3, BaZrO3 and BaTi0.5Zr0.5O3 Oxides via Single-Source Alkoxide Precursors and Semi-Alkoxide Routes. J. Sol-Gel Sci. Technol. 17 (2): 145–158 (2000)
- mit A. Spaniol, J. Pohlmann, F. Gross, V. Huch: Homo and Hetero Metal Amides of Tris-(tert-butylamino)Methylsilane – Polycycles and Clusters With Li, Na, Mg, Al and Tl (PDF; 1,2 MB). Chem. Ber. 126 (12): 2625–2635 (1993)
- M. Veith und R. Rösler: Tri(tert-butoxi)Alkalistannates(II): Synthesis And Structures. In: Zeitschrift für Naturforschung B. 41, 1986, S. 1071–1080 (PDF, freier Volltext).
- M. Veith, P. Hobein und R. Rösler: Symmetrically and Asymmetrically Substituted Germanediyls and Stannanediyls with Amide, Alcoholate and Thiolate Ligands. In: Zeitschrift für Naturforschung B. 44, 1989, S. 1067–1081 (PDF, freier Volltext).
- mit S. Mathur, V. Huch: Designed Synthesis and Molecular Structure of the first Heterotermetallic Alkoxide. J. Am. Chem. Soc. 118 (4): 903–904 (1996)
- mit S. Becker, V. Huch: An Intramolecularly Lewis-Base-Stabilized Ge=N-Compound and a Related Ge-Fe Complex (PDF; 342 kB). Angew. Chem., Int. Ed. Engl. 29 (2): 216–218 (1990)
- M. Veith, J. Hans, L. Stahl, P. May, V. Huch, A. Sebald: Alkoxigermanates(II), -stannates(II) and -plumbates(II) of Two-Valent Metal-Ions. In: Zeitschrift für Naturforschung B. 46, 1991, S. 403–424 (PDF, freier Volltext).
- Molecular Precursors for (Nano) Materials – A One Step Strategy. J. Chem. Soc., Dalton Trans. (12): 2405–2412 (2002)